# Quintette pour piano et cordes de Pierné
Pour les articles homonymes, voir Quintette pour piano et cordes.
Le Quintette pour piano et cordes opus 41 est un quintette de Gabriel Pierné. Composé en 1916-17 et dédié à Gabriel Fauré, il est créé le 22 février 1919 par le Quatuor Bastide et le compositeur au piano.

## Présentation de l'œuvre
Le Quintette en trois parties, pour piano et cordes, est composé durant la Première Guerre mondiale, en 1916 et 1917. La partition, l'opus 41 de Gabriel Pierné, est écrite pour un piano, deux violons, un alto et un violoncelle.
L’œuvre est dédiée à Gabriel Fauré et créée à la Société nationale de musique le 22 février 1919 à Paris, salle de la Société des concerts (Ancien Conservatoire), par Gabriel Pierné au piano et un quatuor constitué de Gaston Poulet (violon), Victor Gentil (violon), S. Jarecki (alto) et Louis Ruyssen (violoncelle),.
La partition est publiée par J. Hamelle.

## Structure
L'œuvre, d'une durée moyenne d'exécution de trente-cinq minutes environ, est composée de trois mouvements :
1. Moderato molto tranquillo, en mi mineur, à  (quatre temps) ;
2. Sur un rythme de Zortzico, à 
 ;
3. Lent. Allegro vivo ed agitato (à 
).

Pour le musicologue Jean-Alexandre Ménétrier, le Quintette pour piano et cordes est une « œuvre rayonnante, d'une audace d'écriture rare, et peut rivaliser avec les grandes œuvres analogues de Franck ou de Fauré ».